# اعتلال العين الارتشاحي
يتواجد اعتلال العين الارتشاحي لدى 5-10% من مرضى داء غريفز حيث يظهر على المريض جحوظ العينين، إلا أن الرؤية الضبابية أو المزدوجة تحدث بسبب ضعف في عضلات العينين (عكس مايحدث في مرضى غريفز حيث عضلات العينين تكون ملتهبة). بالإضافة إلى ذلك، لا توجد علاقة معروفة بمستويات الغدة الدرقية لدى المريض. يختفي جحوظ العين المرتبط بمرض جريف عندما يتم تصحيح التسمم الدرقي. قد لا يتم علاج اعتلال العين الارتشاحي في بعض الأحيان. يتكون العلاج من جرعة عالية من الغلوكوكورتيكوستيرويد وجرعات مخففة من العلاج الإشعاعي . الفرضية المقبولة حيالياً للمرض هي أن اعتلال العين الارتشاحي قد يكون مناعيًا ذاتيًا بطبيعته ويستهدف الأنسجة الموجودة خلف مقلة العينين. قد يكون التدخين أيضاً أحد أسباب المرض.